# Halowy mityng lekkoatletyczny Pedro’s Cup 2012
8. Halowy mityng lekkoatletyczny Pedro’s Cup – międzynarodowe zawody lekkoatletyczne, które odbyły się 8 lutego 2012 w hali Łuczniczka w Bydgoszczy. Rozegrane zostały trzy konkurencje – skok o tyczce kobiet i mężczyzn oraz pchnięcie kulą mężczyzn. Zawody znalazły się w kalendarzu European Athletics Indoor Premium Meetings.
Bezpośrednią transmisję z mityngu przeprowadzono w TVP Sport oraz TVP2.

## Rezultaty
| Poz. | Zawodniczka          | Rezultat |
| ---- | -------------------- | -------- |
| 1.   | Jelena Isinbajewa    | 4,68     |
| 2.   | Holly Bleasdale      | 4,68     |
| 3.   | Anna Rogowska        | 4,60 SB  |
| 4.   | Yarisley Silva       | 4,60 NR  |
| 5.   | Swietłana Fieofanowa | 4,52 SB  |
| 6.   | Joanna Piwowarska    | 4,40 =SB |
| 7.   | Monika Pyrek         | 4,40 SB  |
| 8.   | Kylie Hutson         | 4,20     |
| 9.   | Agnieszka Kolasa     | 4,20     |
| 9.   | Kristina Gadschiew   | 4,20     |

| Poz. | Zawodnik              | Rezultat |
| ---- | --------------------- | -------- |
| 1.   | Łukasz Michalski      | 5,72 =PB |
| 2.   | Jan Kudlička          | 5,60 =PB |
| 2.   | Steven Lewis          | 5,60     |
| 4.   | Karsten Dilla         | 5,60     |
| 5.   | Lázaro Borges         | 5,40     |
| 5.   | Giuseppe Gibilisco    | 5,40     |
| 7.   | Przemysław Czerwiński | 5,20 =SB |
| 7.   | Paweł Wojciechowski   | 5,20 =SB |

| Poz. | Zawodnik           | Rezultat |
| ---- | ------------------ | -------- |
| 1.   | Tomasz Majewski    | 21,05 SB |
| 2.   | Christian Cantwell | 20,96    |
| 3.   | Marco Fortes       | 20,77 NR |
| 4.   | Reese Hoffa        | 20,61    |
| 5.   | Maksim Sidorow     | 19,64    |
| 6.   | Kamil Zbroszczyk   | 19,34 PB |
| 7.   | Jakub Giża         | 18,87    |
| 8.   | Michał Rasiński    | 17,66    |

## Rekordy
Podczas zawodów ustanowiono 5 krajowych rekordów w kategorii seniorów.
| Zawodnik       | Reprezentacja | Konkurencja    | Rezultat |
| -------------- | ------------- | -------------- | -------- |
| Yarisley Silva | Kuba          | skok o tyczce  | 4,40     |
| Yarisley Silva | Kuba          | skok o tyczce  | 4,52     |
| Yarisley Silva | Kuba          | skok o tyczce  | 4,60     |
| Marco Fortes   | Portugalia    | pchnięcie kulą | 20,74    |
| Marco Fortes   | Portugalia    | pchnięcie kulą | 20,77    |